# 山口五和
山口 五和（やまぐち さわ、1977年（昭和52年）5月15日 - ）は、日本の女性タレント、ラジオパーソナリティ。東京都出身。LDH JAPAN所属。

## 略歴
- 1999年、芸能界デビュー。
- 1999年から2000年まで、全日本GT選手権イメージガール「PASSION」を務める。
- 2002年10月から2006年3月の3年半、TBSの深夜番組「ランク王国」の6代目MCを務めた（歴代MCでも過去最長）。
- 所属芸能事務所は、当初アクシヴに所属していたが、ランク王国出演を機にランク - を製作しているT-ZONEへ移籍、その後現在のLDH JAPAN所属となっている。

## 人物
- 趣味はパソコン、ゴルフ、スノーボード。特技は鍼灸（鍼灸師の国家資格を持つ）。
- 独身(婚歴なし)。ランク王国出演時は「はやく彼氏がほしーい！」とネタにしていた。
- 2023年2月25日、HITS! THE TOWN番組内にてInstagramのページを開設したことを発表した。

## 出演

### テレビ
- ティーンズTV インターネット情報局（2000年4月 - 2002年3月、NHK教育テレビ）
- ランク王国（2002年10月 - 2006年3月、TBSテレビ）
- ピカイチ（2006年、テレビ東京）
- 激走!GT（2006年6月、テレビ東京）
- お台場 お笑い道（2006年8月、CX721・739）
- 千の風になって（2006年10月、NHKハイビジョンプレマップ）

### CM・広告
- CXCM「PS2」（2001年）
- 環境庁ポスター（2001年）
- 京王グループ（2001年）
- 森永製菓「ウイダーインゼリー」（2007年）

### ラジオ
- MUSIC KINGDOM（2003年4月 - 2005年3月、FMヨコハマ）
- Mail-reqbox M-SUN（2006年10月 - 2007年3月、NACK5）
- NACK ON TOWN（2006年11月、NACK5）
- HITS! THE TOWN（2008年6月 - 出演中 、NACK5）
- FIRST FRIDAY HARAJUKU（2012年4月 - 2013年9月、sora×niwa FM）